# Sierpoń
Sierpoń (Ophion) – rodzaj błonkówek z rodziny gąsienicznikowatych.
Duże gąsienicznikowate. Polska nazwa zwyczajowa pochodzi od kształtu odwłoka, stromo wzniesionego na styliku a następnie sierpowato opadającego w dół. U samic pokładełko słabo wysunięte. Czułki 16 członowe.
Należące tu błonkówki są najczęściej wewnętrznymi parazytoidami gąsienic średniej wielkości do dużych motyli, szczególnie sówkowatych. Dorosłe są aktywne nocą i przylatują do światła.
Rodzaj ten jest najliczniej reprezentowany w strefie umiarkowanej. W Nearktyce występuje około 50 gatunków. Z terenu Polski wykazano występowanie 13.
Niektóre gatunki:
- Ophion abbreviator (Fabricius, 1793)
- Ophion albistylus Szépligeti, 1905
- Ophion andalusiacus (Shestakov, 1926)
- Ophion areolaris Brauns, 1889
- Ophion atlanticus Roman, 1938
- Ophion brevicornis Morley, 1915
- Ophion compensator (Fabricius, 1793)
- Ophion cortesi Ceballos, 1938
- Ophion costatus Ratzeburg, 1848
- Ophion crassicornis Brock, 1982
- Ophion dispar Brauns, 1895
- Ophion formosus Bridgman, 1882
- Ophion forticornis Morley, 1915
- Ophion frontalis Strobl, 1904
- Ophion fuscicollis Hellén, 1926
- Ophion kevoensis Jussila, 1965
- Ophion longigena Thomson, 1888
- Ophion luteus (Linnaeus, 1758) – sierpoń żółty
- Ophion minutus Kriechbaumer, 1879
- Ophion mocsaryi Brauns, 1889
- Ophion neglectus Habermehl, 1930
- Ophion nigricans Ruthe, 1859
- Ophion obscuratus Fabricius, 1798
- Ophion ocellaris Ulbricht, 1926
- Ophion parvulus Kriechbaumer, 1879
- Ophion perkinsi Brock, 1982
- Ophion picocuba Fernández-Triana, 2005
- Ophion pteridis Kriechbaumer, 1879
- Ophion rostralis Meyer, 1935
- Ophion scutellaris Thomson, 1888
- Ophion sibiricus (Szépligeti, 1905)
- Ophion slaviceki Kriechbaumer, 1892
- Ophion subarcticus Hellén, 1926
- Ophion summimontis Heinrich, 1953
- Ophion ventricosus Gravenhorst, 1829
- Ophion wuestneii Kriechbaumer, 1892